# Муковоз, Фёдор Фёдорович
Фёдор Фёдорович Муковоз — советский хозяйственный и государственный деятель, лауреат Государственной премии СССР за выдающиеся достижения в труде.

## Биография
Родился в 1935 году в станице Анастасиевской. Член КПСС.
В 1967—1979 годах — оператор по исследованию скважин в управлении «Шаимнефть», в 1979—1990 годах — мастер по добыче нефти и газа нефтегазодобывающего управления «Шаимнефть» производственного объединения «Урайнефтегаз» Главтюменнефтегаза.
За высокую эффективность и качество работы при добыче угля и нефти был в составе коллектива удостоен Государственной премии СССР за выдающиеся достижения в труде 1979 года.
Жил в станице Анастасиевской.

## Награды
- Орден Ленина (1974)
- Орден Знак Почёта (1971)